# نویهوف ان در تسن
نویهوف ان در تسن (به آلمانی: Neuhof an der Zenn) یک شهر در آلمان است که در نوی‌شتات واقع شده‌است. نویهوف ان در تسن ۲٬۰۹۵ نفر جمعیت دارد.